# Cornelius Erbstollen
Der Cornelius Erbstollen war ein Erbstollen in Hattingen-Niederbredenscheid. Der Erbstollen befand sich auf der Berechtsame der Zeche Friedliche Nachbar. Über den Erbstollen wird nur sehr wenig berichtet.

## Geschichte
Am 9. Juni des Jahres 1838 wurde das Erbstollenrecht für den Stollen verliehen. Im Anschluss an die Verleihung wurde der Erbstollen weiter aufgefahren. Bis zum Jahr 1842 hatte man mit dem Stollen noch kein Flöz angefahren. Im vierten Quartal des Jahres 1861 wurde der Cornelius Erbstollen außer Betrieb genommen.

## Quelle
- Joachim Huske: Die Steinkohlenzechen im Ruhrrevier. Daten und Fakten von den Anfängen bis 2005 (= Veröffentlichungen aus dem Deutschen Bergbau-Museum Bochum 144). 3. überarbeitete und erweiterte Auflage. Selbstverlag des Deutschen Bergbau-Museums, Bochum 2006, ISBN 3-937203-24-9